# Carsten Olsen
Carsten Erik Olsen, född 1 mars 1891, död 19 augusti 1974, var en dansk botaniker.
Olsen blev filosofie doktor 1921 och assistent vid Carlsberglaboratoriet 1919. Hans undersökningar berörde huvudsakligen växtekologiska och växtgeografiska problem, som betydelsen av vätejonkoncentrationen i jorden för växtfördelningen, ekskogarnas och vitmosskärrens vegetation, de epifysiska mossornas invandring på barken av olika träd, brännässlans förändringar under inflytande av växtplatsen med mera.